# Сербская национальная идентичность

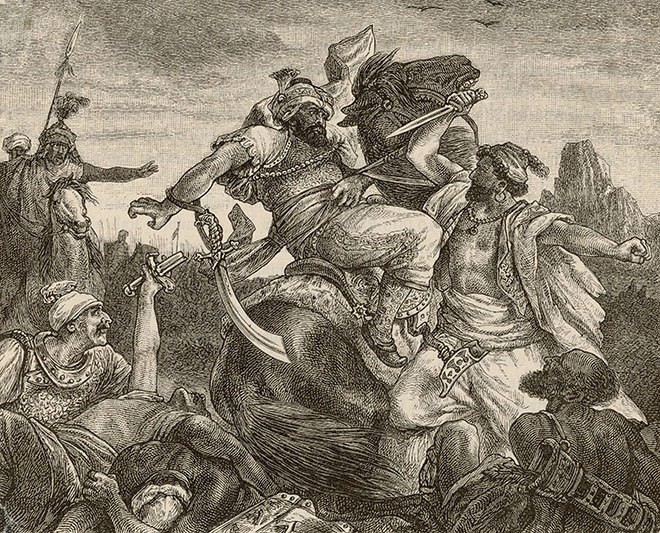
Национальный миф. Милош Обилич убивает Мурада І

Сербская национальная идентичность (серб. српски национални идентитет) — совокупность этноцентрических маркеров, стереотипов и предубеждений, характерных для значительной части сербского народа. Как и у любого другого современного этноса, в сербской идентичности можно выделить два уровня. Низовой уровень связан с традициями обывательско-бытового мышления, сложившихся в народной среде исторически. Кроме него существует практика культивации определенных национальных шаблонов на уровне политической элиты и близких к ней кругов интеллигенции.
Национальную идентичность сербов традиционно характеризуют три основных мотива: религиозно-ценностный, собственно национальный и исторический, связанный, прежде всего, с так называемым косовским мифом.

## Православие
Православная вера издавна была этническим маркером для сербов. В конце XIX века национальная и религиозная принадлежность были синонимами, одно вытекало из другого. Австрийские сербы, принявшие католичество, не воспринимались как сербы большинством сербов, хотя при этом воспринимались как отдельные «сербы-католики», например, хорватами.
В условиях Балканского полуострова, когда чрезвычайно близкие по языку и происхождению народы, восприняли противоположные внешние культурные влияния, что потом стало антагонизирующим фактором, именно религия стала цементировать собственную этнокультурную идентификацию. Сейчас серб может не разбираться в тонкостях православного вероучения, но он четко дистанцируется от «западников» (хорватов и словенцев) и ориентализированных боснийцев-мусульман. Межнациональные конфликты 1990-х, которые велись между людьми, фактически говорившими на одном языке, в своей массе отвлекли молодое поколение сербов от «югославского космополитизма», царившего здесь при Тито.
После бомбардировки Югославии силами НАТО в сербском обществе значительно усилились антизападные настроения. Западная культура часто воспринимается как пустая и бездуховная. Сербия же, особенно на заре 2000-х, представлялась как страдалец за веру. Встречается мнение, что все нынешние проблемы сербского общества объясняются отходом от «истинной веры» и чрезмерным увлечением потреблением и либерализмом. Однако преимущество византийской традиции уживается с признанием достижений западной цивилизации.
Благом считается патриархальный уклад жизни сельских жителей, который является здоровым как в физическом, так и в моральном плане и противопоставляется городской вестернизированной индифферентности. Ретрадиционализм и псевдоклерикализм стали заметными тенденциями в современной общественной жизни Сербии.

## «Сербианизм»
Вследствие ряда исторических предпосылок сейчас существует сербский светский национализм. Сербское национальное сознание определяет свою нацию как «этнически чистую» по своим корням. Существование в Средние века Первого Сербского королевства, а затем Рашки, которые охватывали большую территорию и де-факто доминировали в центральной части Балканского полуострова, в новейшее время  — Королевства Сербов, Хорватов и Словенцев, где сербы были фактически государствообразующей нацией (в определенной степени это касается и СФРЮ), стало идеологической основой идей «Великой Сербии».
Среди активных сербов выделяется группа «сербианистов», доказывающих необходимость ассимиляции всех этнокультурных меньшинств, и «югославов», которые подчеркивают недопустимость этнического доминирования. В литературе можно встретить мнение, что в периоды обострения внешнего противостояния и войн просыпается «героический сербианизм», спартанство и мессианство, в мирные периоды сербы трансформируются в «югославов».
Национальные характеристики сербов, отмеченные иностранцами — неповиновение и упрямство, добродушие и наивность, привязанность к дому, которая уживается с грубостью.

## Роль косовского мифа
Сложно переоценить значение косовского мифа как для рядового серба, так и для политической элиты страны. В Сербии существует целый ряд различных пониманий и использований термина «Косово». Косово называют священным местом, древним историческим, культурным и религиозным ядром Сербии. Понятие «Косово» носит иррациональные черты. Косово — географическое понятие, историческая боль поражения, трансцендентальное сердце Сербии.
Память о борьбе с турками и убийство Мурада I на Косовом поле трансформировались в условиях австрийской оккупации в антизападную риторику, в XXI в. — в антиамериканизм. Образ Милоша Обилича словно реинкарнировался в Гавриле Принципе. В 2000 году Слободана Милошевича сравнивали с князем Лазарем, который погиб в 1389 году.

## Россия и сербская идентичность
Со времён начавшихся в XVI веке русско-турецких войн Россия в Сербии воспринималась как заступник и единоверный союзник. После обучения сербской интеллигенции в Киево-Могилянской академии и затем в Русском царстве, направления учителей из Российской империи литературными языками православных сербов стали славяносербский язык, почти неотличимый от государственного церковнославянского языка Русского царства, и русский язык. Большое количество заимствований (обычно европейских по происхождению) слов русского языка отличает и современный сербский язык от хорватского (хотя в Хорватии православные сербы говорили на хорватском). 
События последних трёх десятков лет, а также общая позиция по многим внешнеполитическим вопросам только укрепили это представление. Так, президент Сербии Александр Вучич заверил Владимира Путина, что ни при каких обстоятельствах не будет присоединяться к антироссийским санкциям.